# Irish League 1996-1997
L'Irish League 1996-1997 è stata la 96ª edizione della prima divisione del campionato nordirlandese di calcio.
Il campionato era formato da otto squadre e il Crusaders vinse il titolo. Non vi furono retrocessioni.

## Classifica finale
| Pos. | Squadra      | G  | V  | N  | P  | GF | GS | Punti |
| ---- | ------------ | -- | -- | -- | -- | -- | -- | ----- |
| 1    | Crusaders    | 28 | 12 | 10 | 6  | 39 | 26 | 46    |
| 2    | Coleraine    | 28 | 10 | 13 | 5  | 37 | 31 | 43    |
| 3    | Glentoran    | 28 | 10 | 11 | 7  | 36 | 30 | 41    |
| 4    | Portadown    | 28 | 10 | 8  | 10 | 36 | 32 | 38    |
| 5    | Linfield     | 28 | 10 | 8  | 10 | 35 | 33 | 38    |
| 6    | Glenavon     | 28 | 8  | 11 | 9  | 35 | 34 | 35    |
| 7    | Cliftonville | 28 | 7  | 9  | 12 | 23 | 38 | 30    |
| 8    | Ards         | 28 | 5  | 10 | 13 | 33 | 50 | 25    |

G = Partite giocate; V = Vittorie; N = Nulle/Pareggi; P = Perse; GF = Goal fatti; GS = Goal subiti; 